# Ball (Luisiana)
Ball es un pueblo ubicado en la parroquia de Rapides, en el estado estadounidense de Luisiana. En el año 2000 tenía una población de 3 681 habitantes y una densidad poblacional de 176,9 personas por km².

## Geografía
Ball se encuentra ubicada en las coordenadas 31°24′29″N 92°24′08″O / 31.40806, -92.40222.

## Demografía
Según la Oficina del Censo en 2000 los ingresos medios por hogar en la localidad eran de $31,500 y los ingresos medios por familia eran $38,588. Los hombres tenían unos ingresos medios de $31,667 frente a los $20,323  para las mujeres. La renta per cápita para la localidad era de $14,178. Alrededor del 13.6% de la población estaban por debajo del umbral de pobreza.